# Alondra
Alondra é uma telenovela mexicana produzida por Carla Estrada para a Televisa, e exibida pelo Canal de las Estrellas entre 23 de janeiro e 1 de setembro de 1995, substituindo El vuelo del águila e sendo substituída por Acapulco, cuerpo y alma. 
Foi escrita por Yolanda Vargas Dulché para a revista Lágrimas y Risas. Por razões comerciais, a empresa pediu que Yolanda mudasse o nome inicialmente de "Casandra" para "Alondra".
Foi protagonizada por Ana Colchero, Ernesto Laguardia e Gonzalo Vega, antagonizada por Beatriz Sheridan e Juan Manuel Bernal, com a participação estelar de Verónica Merchant, Fernando Colunga, Olivia Bucio e os primeiros atores Eric del Castillo, Marga López, Jorge Martínez de Hoyos, Beatriz Aguirre e Diana Bracho.

## Enredo
Após a morte da mãe de Alondra (Ana Colchero), Verónica (Jacqueline Andere), o pai dela Baldomero (Eric del Castillo), que se sente triste e solitário, traz sua irmã Loreta (Beatriz Sheridan) e seus dois filhos, Maria Elisa (Verónica Merchant) e Rigoberto (Juan Manuel Bernal) para viver em sua casa, esperando que Loreta irá ser uma mãe para Alondra, mas ele está enganado. Loreta odeia sua sobrinha Alondra, pois ela lembra a mãe fisicamente, que era uma atriz e quem Baldomero amava profundamente, mas sua família nunca aceitou.
Os anos passam e Alondra cresce se tornando uma bonita jovem, menina rebelde, com idéias muito independentes e progressistas para a época. Sua constante luta com Loreta continuar, mas agora ela aprendeu a lutar para se defender.
Entretanto, Baldomero gasta a maior parte do tempo em seu rancho, e nos braços de seu novo amor Carmelina (Olivia Bucio), desconhece o que está acontecendo em sua casa. Loreta vive não só para fazer da vida de Alondra um verdadeiro inferno, mas também a vida de sua própria filha Maria Elisa, uma moça tímida e fraca.
Ela tenta obrigá-la a casar com um velho homem rico, enquanto que Maria Elisa está apaixonada pelo jovem oficial Raul (Fernando Colunga). Para piorar as coisas, Loretta tem ainda seu filho o mal e ambicioso Rigoberto, que foi expulso de um seminário e volta para casa, também para torturar Alondra e Maria Elisa.
Alondra é consolada por sua amiga Leticia del Bosque (Marga López). Leticia influência e aconselha Alondra, ela sugere que Alondra vai até a fazenda e diga tudo para seu pai Baldomero. Leticia envia um comboio para que Aondra vá ao encontro de seu pai, nesta mesma viagem ela encontra o advogado Bruno Leblanc (Gonzalo Vega), que vai visitar um amigo no campo. Alondra e Bruno se conhecem quando ele a salva de um afogamento, em seguida passam uma noite de paixão, mas quando Alondra descobre que ele é casado e tem dois filhos ela foge sem dizer nada.
Quando chega a fazenda do seu pai, ela descobre que este vai se casar e ter uma criança com Carmelina. Sentindo-se um pouco desnorteada na vida de seu pai, então volta a sua aldeia para procurar refúgio na casa de Letícia del Bosque. Bruno decide busca-la para que possam fugir e viver seu amor, e concordam em reunir-se na estação de trem.
Bruno está à espera de Alondra, já que ela o deixa esperando muito tempo, porque sua prima Maria Elisa tentou cometer suicídio, ao descobrir que está grávida do jovem soldado Raul, eles tinham um romance em segredo, porque a mãe dela tentou casar ela com um rico homem velho. Cansadas de Loreta, as duas juntam suas coisas e vão para a capital, onde alugam um quarto de Don Alfredito (Jorge Martínez de Hoyos) e sua esposa Dona Rosita (Beatriz Aguirre), que vão ajudá-las e assumi-las como as suas filhas.
Na capital Alondra abre uma floricultura, lá ela conhece Carlos Tamez (Ernesto Laguardia), um jovem arquiteto que, com paciência e compreensão irá ganhar o coração de Alondra. Eles ser casam e depois de um tempo decidem ir para a Espanha, nesta viagem, Alondra encontrou-se novamente com Bruno, e as situações difíceis que ela vai enfrentar, enquanto está Espanha, a empurraram para reviver o seu romance com Bruno, que tem uma filha. Alondra encontra-se numa encruzilhada, deve escolher entre o amor pasional  que ela sente por Bruno, ou o amor tranquilo de Carlos.

## Elenco
| Ator                    | Personagem                                 |
| ----------------------- | ------------------------------------------ |
| Ana Colchero            | Alondra Díaz de Taméz                      |
| Ernesto Laguardia       | Carlos Támez                               |
| Gonzalo Vega            | Bruno Leblanc                              |
| Beatriz Sheridan        | Loreta Díaz viúva de Escobar (Dona Loreta) |
| Verónica Merchant       | María Elisa Escobar Díaz                   |
| Juan Manuel Bernal      | Rigoberto Escobar                          |
| Fernando Colunga        | Tte. Raúl Gutiérrez                        |
| Eric del Castillo       | Baldomero Díaz                             |
| Olivia Bucio            | Carmelina Hernández de Díaz                |
| Jorge Martínez de Hoyos | Alfredito                                  |
| Beatriz Aguirre         | Rosita                                     |
| Katie Barberi           | Rebecca Montes de Oca                      |
| Héctor Gómez            | Sacerdote Gervacio                         |
| Amparo Arozamena        | Matilde "Maty" Ruiz                        |
| Marga López             | Leticia del Bosque                         |
| Emoé de la Parra        | Cristina Leblanc                           |
| Silvia Mariscal         | Mercedes viúva de Támez                    |
| Gustavo Ganem           | Ramiro Estrada                             |
| Joel Núñez              | Germán Aguirre                             |
| Blanca Torres           | Barbarita                                  |
| Queta Carrasco          | Rosario                                    |
| Dina de Marco           | Trini Gómez                                |
| Ernesto Godoy           | Robertito Hurtado                          |
| Queta Lavat             | Concepción Hurtado                         |
| Justo Martínez          | Jorge                                      |
| Aurora Molina           | Rita                                       |
| Monika Sánchez          | Enriqueta                                  |
| Guillermo Murray        | Lic. Pelegrín Casasola                     |
| Bertín Osborne          | Capitão Andrés Kloszt                      |
| Angelina Peláez         | Librada Perez Aguayo                       |
| Tina Romero             | Cecilia                                    |
| Anahí                   | Margarita Leblanc                          |
| Omar Gutiérrez          | Javier Leblanc                             |
| Rodolfo Vélez           | Pablo Miranda                              |
| Bertha Moss             | Sofía Lascurain                            |
| Jorge Alberto Bolaños   | Miguel                                     |
| Gabriela Murray         | Antonieta "Teta" Gómez                     |
| Catalina López          | Carlotta "Tota" Gómez                      |
| Roxana Ramos            | Berthita "Tita" Gómez                      |
| Mauricio Achar          | Jesús "Chucho" Aguirre                     |
| Consuelo Duval          | Blanqita de Aguirre                        |
| Irene Arcila            | Jovita                                     |
| Nerina Ferrer           | Gloria de Casasola                         |
| Sergio Klainer          | Lic. Gonzalo Rios                          |
| Alejandro Villeli       | Jacinto Alatorre                           |

### Participações especiais
| Ator                 | Personagem                         |
| -------------------- | ---------------------------------- |
| Jacqueline Andere    | Verónica Real de Díaz              |
| Diana Bracho         | Alondra (voz)                      |
| Yuliana Peniche      | Alondra (criança)                  |
| Valentina García     | María Elisa Escobar Díaz (criança) |
| Isaac Edid           | Rigoberto Escobar Díaz (criança)   |
| Teo Tapia            | Lic. Ortigoza                      |
| Lourdes Deschamps    | Celia                              |
| José Antonio Barón   | Mario                              |
| Luis Couturier       | Notario de Leticia                 |
| Maritza Aldana       | María                              |
| Alfredo Alfonso      | Leopoldo                           |
| Dulcina Carballo     | Rufina                             |
| Gustavo del Castillo | Pedro                              |
| Rafael de Quevedo    | Ordóñez                            |
| José Antonio Ferral  | El "Tejón"                         |
| Arturo Guízar        | Joaquín                            |
| Lucía Irurita        | Eduviges                           |
| Rodolfo Lago         | Francisco                          |
| Willebaldo López     | Det. Martínez                      |
| Arturo Lorca         | Pancho                             |
| Ximena Sariñana      | Pilarica                           |
| Juan Antonio Llanes  | Tolemán                            |
| Carlos Osiris        | Mireles                            |
| Benjamín Pineda      | José                               |
| Soledad Ruiz         | Genoveva                           |
| Víctor Zeuz          | Daniel                             |
| Martín Rojas         | Marcos                             |
| Fabiola Stevenson    | Lucía                              |
| Sebastián Garza      | Rolando Acuña                      |
| Arturo Paulet        | Octavio Bertolini                  |
| Luis Robles          | Celestino                          |
| Guillermo Aguilar    | Luis                               |
| Genoveva Pérez       | Petra                              |
| Alberto Larrázabal   | Ramón Hanhausen                    |
| Zoila Quiñones       | Florista na praça                  |
| Julio Monterde       | Médico                             |
| Luis Bayardo         | Sacerdote                          |
| Dulce María          | Menina na igreja                   |

## Produção
- Argumento original e adaptação - Yolanda Vargas Dulché
- Edição literária - Martha Carrillo, Roberto Hernández Vázquez
- Escenografía - Ricardo Navarrete
- Ambientação - Max Arroyo, Patricia de Vincenzo
- Design de vestuário - Lorena Pérez, Silvia Terán
- Design de imagem - Mike Salas, Francisco Iglesias
- Diretor de arte - Juan José Urbini
- Tema musical - Alondra
- Intérprete de canção do tema - José Pablo Gamba
- Música e produção - Jorge Avendaño
- Musicalização - Jesús Blanco
- Edição - Antonio Trejo, Juan José Franco
- Chefe de produção - Guillermo Gutiérrez
- Gerente de produção - Diana Aranda
- Produtor associado - Arturo Lorca
- Diretora de câmeras em locações - Isabel Basurto
- Diretora de cenas externas - Mónica Miguel
- Diretor de câmeras - Alejandro Frutos
- Diretor de cena - Miguel Córcega
- Produtora executiva - Carla Estrada

## Exibição

### No México
Em 23 de janeiro de 1995, segunda-feira, o Canal de las Estrellas começou a exibir Alondra na faixa das 22 horas substituindo El vuelo del águila. Seu último capítulo foi ao ar em uma sexta-feira, 1 de setembro de 1995, tendo Acapulco, cuerpo y alma como substituta no horário.
Foi exibida pela primeira vez pelo canal TLNovelas entre 08 de maio a 23 de agosto de 2000.
Foi exibida pela segunda vez pelo canal TLNovelas entre 20 de maio a 06 de setembro de 2002 substituindo Vivo por Elena.

### Em Portugal
Foi exibida em Portugal pela RTP1 entre 28 de abril a 14 de agosto de 1997, substituindo Azul e sendo substituída por Força de Mulher

## Exibição Internacional
América
- México
- Estados Unidos
- República Dominicana
- Venezuela
- Equador
- Argentina
- Paraguai
- Peru
- Porto Rico
- Costa Rica
- Brasil
- El Salvador
- Honduras
- Panamá
- Bolívia
- Chile
- Uruguai

Europa, Ásia & Oceânia
- Espanha
- Sérvia
- Roménia
- Moldávia
- Bósnia e Herzegovina
- Eslovênia
- Grécia
- Chipre
- Albânia
- Bulgária
- Geórgia
- Filipinas
- Indonésia

## Prêmios e Indicações
| Ano  | Prêmio                   | Categoria                    | Nomeações                      | Resultado |
| ---- | ------------------------ | ---------------------------- | ------------------------------ | --------- |
| 1996 | Prêmios TVyNovelas 1996  | Melhor Ator Protagonista     | Ernesto Laguardia              | Indicado  |
| 1996 | Prêmios TVyNovelas 1996  | Melhor Ator Protagonista     | Gonzalo Vega                   | Indicado  |
| 1996 | Prêmios TVyNovelas 1996  | Melhor Primeiro Ator         | Eric del Castillo              | Indicado  |
| 1996 | Prêmios TVyNovelas 1996  | Melhor Atriz Coadjuvante     | Verónica Merchant              | Venceu    |
| 1996 | Prêmios TVyNovelas 1996  | Melhor Atriz Jovem           | Anahí                          | Indicada  |
| 1996 | Prêmios TVyNovelas 1996  | Melhor História ou Adaptação | Yolanda Vargas Dulché          | Venceu    |
| 1996 | Prêmios TVyNovelas 1996  | Melhor Figurino              | Silvia Terán e Lorena Pérez    | Venceu    |
| 1996 | Prêmios ACE de Nova York | Melhor Telenovela            | Melhor Telenovela              | Venceu    |
| 1996 | Prêmios ACE de Nova York | Melhor Ator                  | Gonzalo Vega                   | Venceu    |
| 1996 | Prêmios ACE de Nova York | Melhor Direção               | Miguel Córcega e Mónica Miguel | Venceu    |

## Ligações Externas
- Alondra. no IMDb.
- Alondra em Alma Latina